# Lothar Turowski

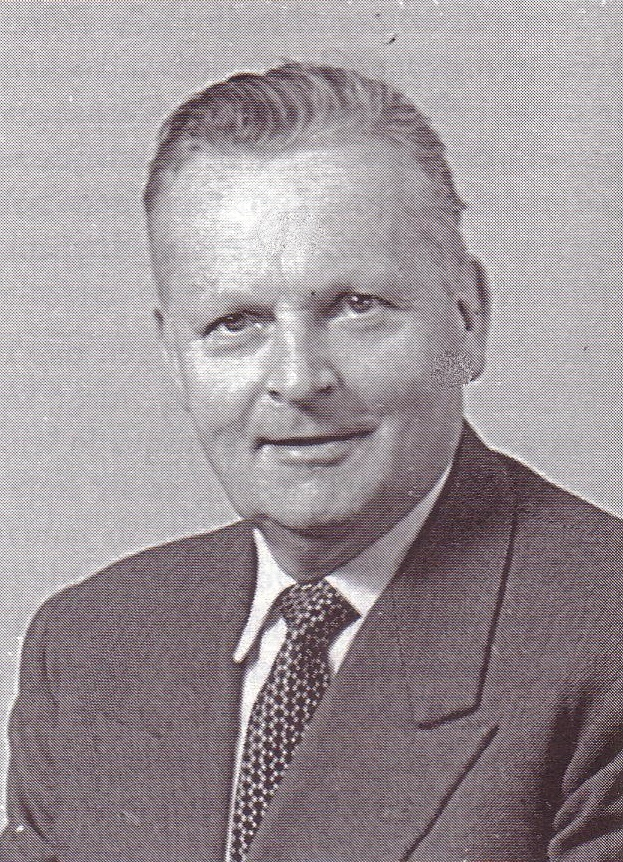
Lothar Turowski

Lothar Turowski (* 9. Juli 1907 in Waldau, Landkreis Königsberg i. Pr.; † 2. November 1999 in Bonn) war ein deutscher Ministerialbeamter.

## Leben
Turowski war Sohn des Direktors vom Waldauer Studienseminar, der im Ersten Weltkrieg fiel. Nach dem Abitur in Potsdam studierte Turowski ab dem Sommersemester 1926 Rechtswissenschaft an der Albertus-Universität Königsberg. Er wurde Mitglied des Corps Masovia. Nach dem Referendarexamen (1931) und der Assessorprüfung fand er 1934 eine Anstellung im Reichswirtschaftsministerium. 1937 wurde er als Regierungsrat übernommen und 1940 zum Oberregierungsrat befördert. Er war als Fachmann für Devisenrecht tätig. Im Zweiten Weltkrieg war er Marinestabsintendant und im Balkanfeldzug (1941) Intendanturrat der Reserve in Griechenland. 1951 wurde er als Oberregierungsrat in das Bundesministerium für den Marshallplan übernommen. Seit 1952 Ministerialrat, war er bis 1957 Referatsleiter für Zahlungsverkehr, Europäische Zahlungsunion und europäische Währungsfragen im Ministerium für wirtschaftliche Zusammenarbeit. Im Zuge der Transferierung europapolitischer Kompetenzen wechselte er in das Bundesministerium für Wirtschaft. Ab 1957 war er dort Referatsleiter für Außenwirtschaftliche Fragen der OEEC, EWG und des Europarates und wurde 1959 für die EWG abgeordnet. 1972 wurde er pensioniert. Nach einem Schlaganfall halbseitig gelähmt, starb er mit 92 Jahren. Beigesetzt wurde er im Erbbegräbnis der Familie seiner Frau in Lübeck. Harry Siegmund hielt eine Grabrede.

## Schriften
- Neues Devisenrecht: Devisengesetz, Durchführungsverordnungen und Richtlinien für die Devisenbewirtschaftung nebst den Nebengesetzen über den Zahlungsverkehr mit dem Ausland und ergänzenden Bestimmungen. Textausgabe. Heymanns, Berlin 1939.
- Die Aufhebung der Devisengrenze zwischen dem Protektorat Böhmen und Mähren und dem Reichsgebiet. In: Devisenarchiv. Zeitschrift für das gesamte Devisenrecht 1940, Sp. 801–810.
- Die Devisengesetze. de Gruyter, Berlin 1941.
- Die Devisenrunderlasse. Sammlung aller geltenden Runderlasse.  Hoppenstedt, Berlin 1942 (gemeinsam bearbeitet mit Hans Jurka).
- Das Gesetz über die Devisenbewirtschaftung vom 12. 12. 1939. In: Pfundtner, Neubert u. a.: Das neue deutsche Reichsrecht, 19 Bände Loseblatt. Industrieverlag Spaeth & Linde, Berlin 1933–1942. Bd. III D 4.[5]